# Hybomitra tuerkmendagensis
Hybomitra tuerkmendagensis är en tvåvingeart som beskrevs av Kilic och Schacht 1995. Hybomitra tuerkmendagensis ingår i släktet Hybomitra och familjen bromsar.
Artens utbredningsområde är Turkiet. Inga underarter finns listade i Catalogue of Life.